# Django (film)
Django je francouzský životopisný film z roku 2017, který režíroval Étienne Comar jako adaptaci románu Folles de Django od Alexise Salatka o jazzovém kytaristovi Django Reinhardtovi. Snímek měl světovou premiéru na Mezinárodním filmovém festivalu v Berlíně dne 9. února 2017.

## Děj
V roce 1943 během okupace Francie chce jazzový kytarista Django Reinhardt uniknout německým jednotkám, které ho pozvaly na turné po Německu. Snaží se opustit Francii přes Švýcarsko. Nějaký čas pobývá v Savojsku a Horním Savojsku, zejména v Thonon-les-Bains. Tam objevuje drsné podmínky, kterým francouzské bezpečnostní složky a Němci vystavují cikány. Django, který byl až dosud slavným bezstarostným jazzovým hráčem, se s takovým zacházením nesetkal.

## Obsazení
| Reda Kateb             | Django Reinhardt            |
| Cécile de France       | Louise de Klerk             |
| Beáta Palya            | Naguine, manželka Djanga    |
| Bimbam Merstein        | Négros, matka Djanga        |
| Gabriel Mirété         | La Plume                    |
| Johnny Montreuil       | Nin-Nin (Joseph Reinhardt)  |
| Vincent Frade          | Tamtam                      |
| Raphaël Dever          | Louis Vola                  |
| Patrick Mille          | Charles Delaunay            |
| Àlex Brendemühl        | Hans Biber                  |
| Ulrich Brandhoff       | Hammerstein                 |
| Jan Henrik Stahlberg   | Dietrich / doktor Jazz      |
| Pierre-Marie Schneider | velitel Gestapa             |
| Antoine Laurent        | velitel Résistance odbojářů |
| Hugues Jourdain        | Rossignol                   |
| Hono Winterstein       | Toto Hoffman                |
| Aloïse Sauvage         | odbojářka                   |
| Maximilien Poullein    | voják Billard               |
| Rocky Gresset          | přítel Djanga               |

## Ocenění
- Filmový festival Cabourg: Zlatá labuť pro nejlepšího herce (Reda Kateb)
- César: nominace v kategorii nejlepší herec (Reda Kateb)
- Lumières: nominace v kategorii nejlepší herec (Reda Kateb)